# Берд, Вир
Сэр Вир Корнуолл Берд (англ. Vere Cornwall Bird, 7 или 9 декабря 1910 — 28 июня 1999) — государственный деятель из Антигуа и Барбуды, первый премьер-министр Антигуа и Барбуды с 1 ноября 1981 по 9 марта 1994 года. Его сын Лестер Брайант Берд, сменил его на посту премьер-министра. В 1994 году он был объявлен национальным героем.

## Биография
Имея лишь начальное образование, в 1943 году Берд возглавил Антигуанский торгово-промышленный союз, ресурсы которого использовал для создания политической поддержки. В 1945 году он был избран в законодательное собрание колонии Антигуа и Барбуды, где основал Лейбористскую партию Антигуа. Берд добился более высоких зарплат для работников сахарной промышленности.
С 1 января 1960 по 27 февраля 1967 Берд был главным министром Антигуа и Барбуды, был сторонником экономического и политическое единства стран Карибских остров, поддерживал Федерацию Вест-Индии. Когда в 1967 году колония Антигуа и Барбуда получила право назначать собственное правительство, Берд стал премьер-министром. В 1971 году на выборах он проиграл Прогрессивному рабочему движению, но уже в 1976 году вернулся во власть.
При активном участии Берда колония Антигуа и Барбуда стала 1 ноября 1981 года независимым государством. До 1994 года Берд занимал пост премьер-министра страны, после чего вынужден был уйти на пенсию из-за проблем со здоровьем. На посту премьер-министра его сменил сын Лестер, стоявший во главе государства до поражения Антигуанской рабочей партии на выборах 2004 года. Одним из первых указов Лестера Берда было присвоение его отцу титула национального героя. Антигуанская оппозиция обвиняла семью Бердов в коррупции и непотизме, сравнивая её с гаитянской династией диктаторов Дювалье.